# 8e régiment d'uhlans « comte de Dohna » (régiment d'uhlans prussien-oriental)
Pour les articles homonymes, voir 8e régiment.
Le 8e régiment d'uhlans « comte de Dohna » (régiment d'uhlans prussien-oriental) est un régiment de cavalerie de l'armée prussienne dont le 2e escadron est stationné à Gumbinnen et les 1er et 3e escadrons à Stallupönen.

## Histoire
Friedrich zu Dohna-Schlobitten quitte l'armée prussienne en 1812 pour pouvoir entrer au service de l'Empire russe Il s'engage dans la légion russo-allemande. Le comte zu Dohna devient major dans l'état-major des hussards de la Légion. Le 1er septembre 1814, il prend la direction de deux régiments de hussards de la Légion russo-allemande au service de la Prusse. Le 19 mars 1815, il lève un régiment d'uhlans, qui va former plus tard le 8e régiment d'uhlans, qui sera nommé ainsi en 1889. La fondation du régiment est une réalisation conjointe prusso-russe pendant la guerre de la septième coalition.

## Membres du régiment

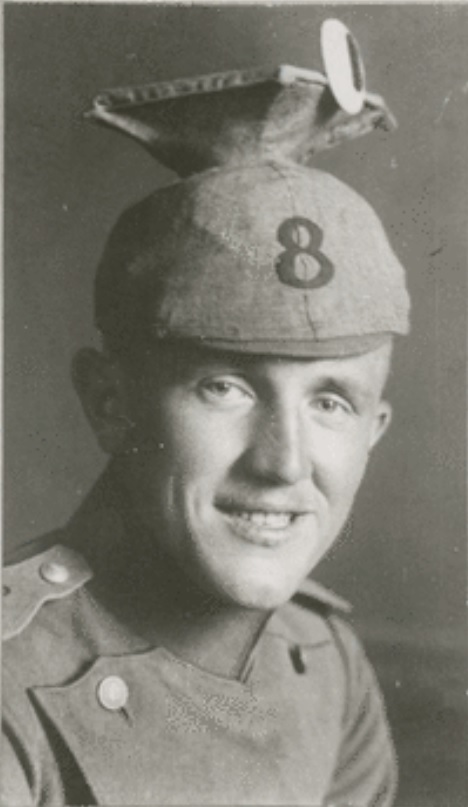
Portrait d'un uhlan dans le champ près de Göritten (novembre 1914)
Photo: Fritz Krauskopf (1882-1945)

- August von Münchhausen (de)

## Monuments
- Colonne prussienne (Ubstadt) (de)

## Organisation

### Position du régiment dans l'organisation de l'armée en 1914
- 8e armée
  - 1er corps d'armée
    - 2e division d'infanterie
      - 43e brigade de cavalerie
        - 8e régiment d'uhlans "comte de Dohna" (régiment d'uhlans prussien-oriental)

### Chefs de régiment
- 1845-1859: Friedrich zu Dohna-Schlobitten
- 1861-1896: Charles-Louis d'Autriche

### Commandants
| Grade                       | Nom                               | Date                                                  |
| --------------------------- | --------------------------------- | ----------------------------------------------------- |
| Oberst                      | Friedrich zu Dohna-Schlobitten    | 29 mars 1815 au 3 avril 1820                          |
| Oberst                      | Ludwig von Paulsdorff (de)        | 3 avril 1820 au 19 mars 1829                          |
| Oberstleutnant              | Karl von Preußer (de)             | 30 mars 1829 au 29 mars 1830 (chargé de la direction) |
| Oberst                      | Karl von Preußer                  | 30 mars 1830 au 29 mars 1831                          |
| Oberst                      | Friedrich von Szerdahely (de)     | 30 mars 1831 au 29 mars 1833                          |
| Major                       | Ferdinand von Schack (de)         | 30 mars 1833 au 29 mars 1834 (chargé de la direction) |
| Oberstleutnant              | Ferdinand von Schack              | 30 mars 1834 au 29 mars 1836                          |
| Major                       | Friedrich von Urlaub (de)         | 30 mars au 18 octobre 1836                            |
| Major/Oberstleutnant/Oberst | Friedrich von Urlaub              | 19 octobre 1836 au 22 décembre 1841                   |
| Oberstleutnant              | Wilhelm Fabian von Brozowski (de) | 7 avril au 11 septembre 1842 (chargé de la direction) |
| Oberstleutnant/Oberst       | Wilhelm Fabian von Brozowski      | 12 septembre 1842 au 2 mars 1848                      |
| Major                       | Louis von Mutius                  | 9 mars au 6 mai 1848 (chargé de la direction)         |
| Major/Oberstleutnant/Oberst | Louis von Mutius                  | 7 mai 1848 au 17 novembre 1852                        |
|                             | Emil von Czettritz und Neuhaus    | 13 janvier 1853 au 24 septembre 1855                  |
|                             | Ernst von Schaumburg (de)         | 25 septembre 1855 au 13 mai 1857                      |
|                             | Alfred von Borcke                 | 14 mai 1857 au 6 mars 1863                            |
| Oberstleutnant/Oberst       | Hermann von Krosigk (de)          | 7 mars 1863 au 12 mai 1866                            |
|                             | Karl von Below (de)               | 15 mai 1866 au 23 juin 1871                           |
| Oberstleutnant/Oberst       | Wilhelm von Bomsdorff             | 24 juin 1871 au 25 juin 1877                          |
|                             | Karl Theodor Kutscher             | 26 juin 1877 au 28 décembre 1881                      |
|                             | Konstanz von Esebeck (de)         | 29 décembre 1881 au 14 novembre 1887                  |
|                             | Max von Mandelsloh                | 15 novembre 1887 au 16 mai 1892                       |
| Oberstleutnant              | Christoph von Hövel               | 17 mai 1892 au 16 juin 1893                           |
|                             | Ernst Klockmann                   | 17 juin 1893 au 19 juillet 1897                       |
|                             | Erich von Gustedt (de)            | 20 juillet 1897 au 21 avril 1902                      |
| Oberstleutnant/Oberst       | Gerard de Graaff                  | 22 avril 1902 au 5 juin 1907                          |
| Oberstleutnant              | Erich von Borcke                  | 6 juin 1907 au 21 mars 1909                           |
| Oberstleutnant/Oberst       | Georg Schoeler                    | 25 mars 1909 au 17 avril 1913                         |
| Oberst                      | Rudolf von Recum                  | 18 avril 1913 au 1 février 1914                       |
| Oberst                      | Friedrich Schäffer von Bernstein  | 1 février 1914 au 31 juillet 1915                     |
| Oberstleutnant              | Heinrich Deetjen                  | 1 août 1915 au 20 octobre 1917                        |
| Major                       | Eugen Steffens                    | 21 octobre 1917 jusqu'à la fin                        |